# Dušeti
Dušeti (gruzínsky დუშეთი) je administrativním střediskem okresu Dušeti v Gruzii, kraj Mccheta-Mtianetie. Má asi 6167 obyvatel.

## Poloha
Město se rozkládá 33 km severně od krajského města Mccheta po obou březích řeky Dušetischevi (gruzínsky დუშეთისხევი) nedaleko gruzínské vojenské cesty.

## Historie
Dušeti existuje od roku 1215. V 17. století bylo rezidencí feudálního pána Aragvis Eristavi. Statut města získalo roku 1801. V roce 1802 se stalo okresním městem oblasti „Dušeti Masra“.